# 3026 Sarastro
3026 Sarastro (1977 TA1) là một tiểu hành tinh vành đai chính được phát hiện ngày 12 tháng 10 năm 1977, bởi P. Wild ở Zimmerwald.